# MacPherson (métro de Singapour)
MacPherson est une station de métro à Singapour. 